# 阿尼瓦尔·帕斯
阿尼瓦尔·帕斯（西班牙語：Aníbal Paz，本名Aníbal Luis Paz，1917年5月21日—2013年3月21日），乌拉圭足球门将，1950年乌拉圭第二次夺取世界杯冠军球队成员。

## 俱乐部生涯
帕斯1917年生于乌拉圭蒙得维的亚，1933年至1937年效力于乌拉圭利物浦足球俱乐部，1937年至1938年效力于CA Bella Vista，1939年至1953年效力于民族足球俱乐部，成为其职业生涯最辉煌的阶段，代表俱乐部先后出战471场比赛，9次赢得乌拉圭足球甲级联赛冠军（1939年、1940年、1941年、1942年、1943年、1946年、1947年、1950年和1952年）。1954年短暂加入蒙得维的亚竞赛俱乐部后退役。

## 国家队生涯
1940年至1950年，帕斯是乌拉圭国家队成员，共代表国家队出战22次，1950年乌拉圭夺得世界杯冠军时，帕斯任替补门将，仅在对瑞典的比赛中上场。

## 退役后
1954年帕斯退役，后有短暂执教经历，2013年3月21日逝世。